# Chlorops nigra
Chlorops nigra är en tvåvingeart som först beskrevs av Johann Wilhelm Meigen 1830.  Chlorops nigra ingår i släktet Chlorops och familjen fritflugor.
Artens utbredningsområde är Frankrike. Inga underarter finns listade i Catalogue of Life.